# 천관녀
천관녀(天官女, ? ~ ?)는 신라 진평왕 시대의 김유신(金庾信)이 화랑 시절에 정을 두고 있던 기생이다. 《원사(怨詞)》라는 향가의 저자이기도 하다.
혹은 천관(天官)이라고 하는 의미에서 보듯 제사를 주관하는 무인(巫人)계급인 상대등 휘하의
여인인 것으로 추정하기도 한다. 당시 무인(巫人)이란 오늘날의 격하된 의미인 무당과는 전혀 그 개념과 계층과 사회적 신분이 다른 제사장급의 지위를 가졌었다,. 화랑세기를 지었다고 하는 김대문은 삼국사기 신라본기에서 <남해 차차웅>의 <차차웅>에 대해서 말하기를 <남해 차차웅(南解次次雄)의 차차웅은 혹은 자충(慈充)이라고도 하였다.“방언(方言)으로 무당(巫)을 일컫는 말이다.무당은 귀신을 섬기고 제사를 받드는 까닭에 세인(世人)이 그를 외경(畏敬)하여 마침내 존장자(尊長者)를 일컬어 자충이라 하게 되었다”고 하였다. <권1> >  
이로 미루어 당시 무인(巫人)에 대한 이해를 오늘날의관점으로 이해하면서 이를 기생으로 폄훼하는 것은 한국 고대사를 미개한 것으로 보려고 하는 시도라는비판과 지적이 일기도 한다.  
<천관녀>와 관련하여  ① 신라 김유신이 보낸첩자로 전해지는 백제 의자왕의 후궁    <금화>가 동일 인물이라는 설과 ② 또한  동시에 일본서기에 등장하는 만엽집의 주인공이자 백제인의 후손인 누카타노오오기미(액전왕(額田王) : 일본서기(日本書紀) 텐무기(天武紀, 673-686) 2년 2월 조(条)의 기록에 백제계 왕족인 경왕(鏡王)의 딸이다.”라고 기록되어 있는 여인으로서 천지천황(나카노오오에 황자(中大兄皇子))과 천무천황(오아마(大海人, 대해인)황자)사이에서 대해인황자의,편을 들어 대해인 황자를 천무천황으로 만든 여인이라고 전한다.)가 동일인물이라는 설도 있다.   
<생애>
화랑도 시절의 김유신이 한때 그녀에게 정신이 팔리며 수련을 게을리하자 어머니 만명부인의 훈계(訓戒)를 들은 후 다시는 천관녀를 접하지 않으리라고 맹세하던 어느 날 밤, 김유신이 술을 마시고 취기(醉氣)에 말(馬)을 타고 귀가하였는데, 말이 예전 습관처럼 천관녀의 집 앞에서 걸음을 멈추자 김유신은 술이 깨어 자신이 탄 말의 목을 검(劍)으로 베었는데, 천관녀가 김유신의 모진 무정함을 원망하면서 지은 향가가 저 유명한 《원사(怨詞)》라는 작품이다.

## TV 드라마에서 묘사된 천관녀
- 2007년 SBS 서울방송 드라마 《연개소문》에서의 천관녀는 천출 고아 출신으로 묘사되었고 진평왕 때의 총녀(寵女) 미실궁주(美室宮主)가 천관녀의 후견인으로 묘사되었다.
- 2012년 KBS 한국방송공사 드라마 《대왕의 꿈》에서의 천관녀 또한 천출 고아 출신으로 묘사되었고 진지왕(眞智王)의 서자이자 진평왕의 사촌 동생인 비형랑(鼻荊郞)이 천관녀의 후견인으로 묘사되었다.

## 천관녀가 등장하는 작품

### TV 드라마
- 《삼국기》(KBS 드라마, 1992년~1993년, 배우:김서라)
- 《연개소문》(SBS 드라마, 2006년~2007년, 배우:박시연)
- 《대왕의 꿈》(KBS 드라마, 2012년~2013년, 배우:이세영)